# 光永圓道
光永 圓道（みつなが えんどう、旧姓：星野、1975年 - ）は、東京都出身の天台宗の僧侶で、北嶺大行満大阿闍梨（千日回峰行満行者）。比叡山覚性律庵住職。

## 人物
1975年に東京都に生まれる。1997年に花園大学を卒業。

### 千日回峰行
2003年より千日回峰行と十二年籠山行に入る。2007年10月13日午後1時すぎ、無動寺谷明王堂において行の最難関である堂入りに入り、10月21日午前3時頃に満行。
堂入りを達成した行者としては、2001年の藤波源信師以来6年ぶりで戦後12人目。「当行満阿闍梨」と称され、生身の不動明王とされる。
2009年9月18日に千日回峰行を満行し「北嶺大行満大阿闍梨」となった。
2012年11月2日から9日まで十万枚大護摩供を行い、結願。

### 満行後
2000年に比叡山一山・大乗院住職に、2017年12月より仰木にある比叡山麓覚性律庵住職に就任。　

## 法縁
叡南祖賢
第二次世界大戦後初の千日回峰行大行満大阿闍梨（1946年（昭和21年満行））、澄道師の師匠。弟子育成と叡山復興に尽力した「叡山の傑僧」

### 大師匠
光永澄道
叡南祖賢師の弟子、千日回峰行大行満大阿闍梨

### 師匠
光永覚道
光永澄道師の弟子、千日回峰行大行満大阿闍梨

## 出演歴

### テレビ
- 激レアさんを連れてきた。 （テレビ朝日、2023年2月13日）[2]

### ラジオ
- 大竹まこと ゴールデンラジオ! （文化放送、2022年12月6日 大竹メインディッシュ）